# Palazzo Bonet
Palazzo Bonet è un palazzo quattrocentesco di Palermo sito nel quartiere storico della Kalsa o Mandamento Tribunali.

## Storia
L'edificio venne edificato dalla famiglia Bonet, famiglia originaria della Catalogna che ricopriva cariche politiche e militari a Palermo. Gaspare Bonet negli anni 80 del XV secolo decide la costruzione di un proprio palazzo, l'area scelta veniva chiamata della Guzzetta e si trovava all'interno del mercato dei Lattarini. La data esatta di inizio dei lavori di costruzione non è nota, ma si ipotizza intorno al 1485, l'unico documento che ci aiuta a datare il cantiere è il contratto stipulato nell'aprile del 1488 con lo scultore Andrea Mancino, appartenente alla scuola di Domenico Gagini, il contratto prevedeva il taglio dei materiali su pietra e marmo. Si ipotizza che il completamento dell'edificio sia avvenuto nei primi anni 90 del quattrocento, infatti nel 1490 Francesco Abatellis richiedeva, per il suo palazzo, opere marmoree simili a quelle di Palazzo Bonet.
Nel 1549 l'edificio venne ceduto in usufrutto ai padri gesuiti, ma nel 1551 Ottavio Bonet, discendente di Gaspare, se ne riappropriò non contento dell'accordo economico. Nel 1604 lo stesso Ottavio Bonet donò il palazzo a Don Francesco Bologna; la famiglia Bologna effettuò, durante il suo possesso, alcune modifiche esterne all'edificio, come la modifica delle bifore in grandi finestroni architravati, la decorazione dei solai lignei del piano nobile e, probabilmente, la prima mano di intonaco a rivestimento delle fronti in pietra a vista.
Nel 1618 l'edificio venne acquistato dall'attiguo convento di Santa Maria della Misericordia, da questo momento iniziarono i lavori per adeguare l'edificio alle esigenze conventuali. Fra le modifiche degne di nota possono annoverarsi la realizzazione in copertura di un volume edilizio utile a costituire lo “stenditoio” del convento, caratterizzato da ampie archeggiature, la sopraelevazione della torre angolare convertita in campanile, l'eliminazione dei merli con l'abbassamento del solaio di copertura per ricavare un'ulteriore elevazione; ancora, la chiusura delle grandi finestre in corrispondenza del piano nobile, sostituite da una serie di più piccole aperture, il tamponamento delle finestre a piano terra e l'apertura di porte di botteghe da concedere in affitto, oltre alla generale e diffusa frammentazione dei volumi interni, con l'introduzione di nuovi sistemi di divisori e di ulteriori orizzontamenti.
Nel 1771 l'ala prospiciente via Sant'Anna venne sopraelevata per realizzare nuove aree per il convento, nell'occasione i due edifici vennero unificati visivamente, nella stessa occasione la torre angolare del palazzo viene trasformata in campanile.
Nel 1823 Palermo venne colpita da un terremoto, in quell'occasione la chiesa venne fortemente danneggiata e il convento dovette ipotecare le sue proprietà per far fronte alla ristrutturazione, i rilievi sul convento fanno ipotizzare che anche lo stesso venne danneggiato dall'evento.
Nel XIX secolo, a causa della crisi economica che aveva colpito il convento vennero divise alcune aree del convento che vennero dapprima affittate e poi vendute a privati. Nell'occasione vennero creati nuovi vani e create nuove aperture.
All'interno dell'edificio nel 1818 si insediarono le Regie Scuole Normali, con contratto di affitto, molti furono i cambiamenti interni per la nuova destinazione, tra i quali la creazione di una nuova scala a struttura voltata in mattoni pieni che collegava il cortile al primo piano.
Nel 1866 a seguito del Regio Decreto del 7 luglio che sanciva la soppressione degli Ordini religiosi, gli edifici conventuali e le chiese della città passarono allo Stato, ed il convento da allora in poi fu adibito a varie destinazioni d'uso. Dal 1870 il secondo piano di Palazzo Bonet diventò quartiere delle Guardie Daziarie Municipali e Ufficio Amministrativo dei Dazi Comunali e del Saggio del Gas; l'8 gennaio 1872 l'Amministrazione per il Fondo di Culto cedeva e consegnava al Comune di Palermo i locali dell'ex convento e la Chiesa di Sant'Anna per destinarli ad uffici.
In questa nuova destinazione vennero assegnati alcuni ambienti del piano terra ai Bersaglieri Municipali-Guardie Daziarie. Mentre nel 1878 il primo piano venne assegnato al liceo classico Umberto I, assegnazione che mutò ulteriormente l'aspetto interno dell'edificio.
A causa del terremoto del 1968 l'edificio, al momento in ristrutturazione, venne dichiarato inagibile nonostante nessuna grave lesione o dissesto strutturale supportasse tale provvedimento. Il complesso conventuale veniva abbandonato nell'aprile del 1996 quando iniziarono i lavori di restauro curati dall'Ufficio del Centro Storico e si basavano su una progettazione della ITALTER S.p.A..
A dirigere i lavori di restauro furono chiamati gli architetti Mario Li Castri, Carmelo Bustinto e l'ingegner Giuseppe Letizia. Assistenti di cantiere l'architetto Diletta De Angelis Ricciotti e gli ingegneri Aldo Gargano e Tonino Martelli.
L'attivazione del cantiere fece riscoprire anche il rifugio antiaereo risalente al secondo conflitto mondiale, posto al di sotto della pavimentazione del chiostro.
Al seguito dei lavori, nel dicembre del 2006 l'intera struttura, composta da Palazzo Bonet, dall'ex convento della chiesa di Sant'Anna e da Palazzo Ziino è diventata sede della Galleria d'arte moderna Sant'Anna nota anche come GAM.

## Architettura
Nella prima metà del XV secolo si iniziano a seguire nuove influenze iberiche tardo-gotiche e temi rinascimentali, in particolare vediamo che alla tradizione locale vengono sovrapposte due differenti correnti, quella lombarda e quella catalana.
I documenti non ci danno altresì elementi utili a comprendere in che modo siano stati accorpati fra loro più edifici preesistenti; il cantiere di restauro ci aiuta a ritenere che diversificati corpi di case vennero acquisite ed accorpate, di cui rimasero superstiti quegli elementi ritenuti di pregio, quali i portali ancora rintracciabili nel corpo orientale del palazzo.
Riguardo alla matrice tipologica, il palazzo Bonet annovera proprio le costanti “peculiari” dei palazzi quattrocenteschi: l'edificio si presenta come un blocco compatto i cui limiti spaziali sono sottolineati da cantonali in pietra viva; i merli di coronamento, la torre e la colonna con lo stemma araldico angolari costituiscono elementi diffusi e dall'unico significato, quello cioè di significare l'affermazione e il prestigio del proprietario e del suo casato.
Il piano terra presenta allo stato attuale sulla piazza e su strada aperture rettangolari caratterizzate da cornici e delicate decorazioni scultoree che testimoniano la continua presenza degli scalpellini e dei maestri lapicidi per tutta la durata del cantiere; queste illuminavano dall'alto i locali adibiti a magazzini, stalle e cucine; tali finestre sostituirono presumibilmente originarie feritoie o piccole monofore trecentesche. Rileviamo come se in termini di impianto e caratteri tipologici la fabbrica testimonia uniformità a modelli precostituiti ed iterati, nel campo della decorazione si rintracciano invece elementi differenti ed originali, indici di quell'eclettismo e delle diverse matrici culturali appannaggio di maestranze operanti nei cantieri pubblici e privati.
Il cortile centrale, dalla forma pseudo quadrangolare, si qualifica alla stregua di spazio interno determinante sia dal punto di vista distributivo che funzionale; ad esso si accede per mezzo di un andito e di un loggiato, quasi a voler segnalare il passaggio dall'esterno al cuore della casa in modo progressivo e filtrato: dal buio dell'androne alla penombra del porticato. Non è dato con precisione ubicare la sede della scala, giacché non è stata trovata alcuna traccia; l'ipotesi della presenza di una scala escuberta alla catalana viene in parte confutata dal mancato ritrovamento nel cortile di strutture fondali di tale collegamento verticale, anche se ciò appare anomalo perché elemento tipico dell'architettura palaziale del periodo risulta il sistema patio-loggia-scala-salone di rappresentanza. La loggia è contrassegnata da tre archi acuti impostati su pilastri ottagoni; riteniamo utile sottolineare come l'utilizzo dell'arco acuto avvicini la fabbrica più alla corrente lombarda goticheggiante che a quella catalana. L'arco depresso, utilizzato già a Palazzo Speciale e a Palazzo Marchesi, qui non viene riproposto.
La pianta a C era come riferito chiusa nel lato libero dal muro di cinta di un giardino al quale si accedeva dal cortile. Il piano nobile risulta invece caratterizzato da ampi saloni e da grandi bifore, queste ultime in pietra di intaglio dalla perfetta stereotomia, con esile colonnina centrale in marmo di Carrara; le foglioline alla base della colonna sono analoghe al motivo decorativo delle colonne del cortile di Palazzo Abatellis, ad ulteriore dimostrazione della derivazione di esso dal modello di riferimento costituito proprio dal Palazzo Bonet.
Quanto ai principali caratteri costruttivi, le strutture murarie sono realizzate con calcarenite conchiliare dalla cromia grigio-beige (i banchi più antichi), in conci abbozzatamente squadrati messi in opera con poca malta, mentre per i cantonali, i portali, le mostre di finestre ed altre aperture, gli elementi modanati, si utilizzarono conci di intaglio e con lavorazioni accessorie, gli orizzontamenti di piano erano costituiti da solai a doppio ordito decorati all'intradosso da pitture policrome.
Dalla descrizione dei corpi di fabbrica, desumiamo quale fosse la configurazione della fronte principale (sull'attuale via Sant'Anna) a quel momento, infatti si parla di tre porte grandi che corrispondono cioè una per l'entrata della casa, l'altra all'interno della vanella della Correria (attuale vicolo dei Corrieri) e l'ultima nel medesimo giardino che corrisponde nella stessa vanella vicino alla chiesa.
Nel cantiere di restauro partito nel 1996 vennero ritrovate alcune porzioni dell'originario Palazzo Bonet:
- il loggiato su pilastri ottagoni con archi ogivali;
- l'accesso alla corte dal vicolo dei Corrieri;
- le bifore del piano nobile e di una delle snelle colonne in marmo di Carrara con capitello e base perfettamente integra e completa;
- un portale con cornice archiacuta;
- le finestre alla catalana di piano terra con cornice a bastone e decorazione floreale;
- le bifore del piano nobile alla pisanisca;
- l'apparecchio murario in pietra da taglio costituito da massicci cantonali che incorniciano campi murari con tessitura muraria di minore qualità materico-costruttiva;
- un pavimento maiolicato in corrispondenza di un pianerottolo;
- l'andamento di alcune porzioni superstiti di cornice nelle murature che indicavano la giacitura di una scala che dalla corte del palazzo immetteva allo scalone che invece dal chiostro conduceva al primo piano del convento.

L'attenta lettura dei materiali e la potenzialità di ricerca che offre un cantiere di restauro ha inoltre consentito l'elaborazione della seguente ipotesi:
- esistevano già delle case in parte dell'area su cui si costruì la dimora dei Bonet, probabilmente con accesso dal portale con soprastante ghiera rinvenuto nel corpo su vicolo dei Corrieri. I saggi geognostici hanno rilevato al di sotto di questa zona edificata la presenza di un banco di biocalcarenite superficiale, e quindi l'esistenza di aree non alluvionali, costituendo essa stessa il limite del bordo alluvionale del porto interno del Kemonia;
- con i depositi alluvionali, a partire dall'XI secolo circa, il bordo del porto interno si ritira progressivamente sino a scomparire, dando vita al piano della Guzzetta; si rendono così disponibili nuove aree edificabili e i Bonet acquistano case e terreni liberi per costruirvi la loro domus magna, accorpando le unità edilizie esistenti o per acquisto diretto o tramite la nota ed utilizzata Prammatica di Re Martino. Gran parte dell'area viene destinata a giardino proprio per la fertilità dei terreni alluvionali; il terreno coltivabile risultava perimetrato da due attraversamenti pubblici, il vicolo su cui i Francescani erigeranno nel Seicento lo scalone e l'attuale bordo occidentale del chiostro che, anche dopo la realizzazione dello stesso, mantiene ancora oggi l'uso pubblico;
- la successiva evoluzione e trasformazione della fabbrica è nota attraverso i riscontri documentari e passa attraverso l'acquisizione del palazzo ai Francescani, con la trasformazione del viridario in chiostro, la saturazione del vicolo con lo scalone, la trasformazione della torre in campanile, la realizzazione della loggia stenditoio e le manomissioni ottocentesche precedentemente descritte ed enumerate.